# NGC 495
NGC 495 је спирална галаксија у сазвежђу Рибе која се налази на NGC листи објеката дубоког неба.
Деклинација објекта је + 33° 28' 15" а ректасцензија 1h 22m 56,0s. Привидна величина (магнитуда) објекта NGC 495 износи 13,0 а фотографска магнитуда 13,9. Налази се на удаљености од 87,1000 милиона парсека од Сунца. NGC 495 је још познат и под ознакама UGC 920, MCG 5-4-35, CGCG 502-58, PGC 5037.